# Reformationsmonumentet
Reformationsmonumentet er et mindesmærke for Reformationen i Danmark, der står på Bispetorvet i det centrale København, Danmark. 

## Historie
En komité med biskop Hans Fuglsang-Damgaard som formand blev oprettet i 1936 i forbindelse med 400 års jubilæet for Danmarks overgang fra katolicismen til den evangelisk-lutherske tro. Billedhugger Max Andersen og arkitekt Harald Lønborg-Jensen blev udpeget til monumentets udførelse. Afsløringen fandt sted den 6. juni 1943.

## Udførsel
Monumentet består af en obelisk med et bronzerelief på hver af dets fire sider. Relieffet på forsiden forestiller mødet på Gammeltorv den 30. oktober 1536, hvor Christian III som det samlende midtpunkt indfører Reformationen i Danmark. Relieffet på venstre side viser Hans Tausen, der prædiker i Gråbrødre Kirke i Viborg, mens biskop Johan Friis’ soldater trænger ind for at arrestere ham. Relieffet på bagsiden viser den højtidelige ordination af de første syv protestantiske biskopper, "superintendenter", den 2. september 1537 i Vor Frue Kirke. Relieffet på højre side afbilder kirkegangen under Reformationen, hvor Peder Palladius på sin visitatsrejse indtrængende taler til menigheden fra prædikestolen. Inskriptioner på granittrinene under reliefferne har information om emnerne.